# 水嶋ヒロ
水嶋 ヒロ（みずしま ヒロ、1984年〈昭和59年〉4月13日 - ）は、日本の俳優、小説家、実業家、YouTuber。
俳優以外にも多岐にわたるコンテンツのプランニングやディレクションおよびクリエイターとしても活動している。妻はシンガーソングライターの絢香。

## 来歴

### 幼少期 - 学生時代
幼少時代から小学校卒業までをスイス・チューリッヒのインターナショナルスクールへ通っていた帰国子女であり、英語が堪能である。スイスで暮らしていたころは日本人というだけで差別やいじめに遭う経験もしたという。
中学入学に合わせ日本に帰国、桐蔭学園中学校・高等学校に入学。中・高ではサッカー部に所属し、高校3年生の時に出場した第81回全国高等学校サッカー選手権大会ではレギュラーのMFとして活躍。同期生の阿部祐大朗らの活躍もありベスト4に進出したが、長崎県立国見高等学校との準決勝では平山相太などにゴールを決められて敗退している。高校卒業後は慶應義塾大学環境情報学部 (SFC) に進学したが、高校時代のケガの影響もあってサッカーは続けなかった。2008年3月に大学を卒業。

### 芸能活動
大学在学中の2004年、自分の将来やりたいことや目標を見つけるために一人で海外へ留学してみようと思い、その資金集めのため、何かいいアルバイトがないか探していたところ、仲が良かった芸能関係の仕事をしていた大学の先輩からモデルの仕事を紹介され、ファッションモデルとしての仕事を始めた。それからしばらくの間モデルの仕事をしていたが、ある日芸能事務所の人から声をかけられ、所属していたモデル事務所ギグマネジメントジャパンから研音へと移籍した。
テレビ初出演は、『くりぃむナントカ』の「合コン日本シリーズ」（2004年11月23日、30日放送）で、2005年にドラマ『ごくせん』で速水もこみちのバーターでモブ生徒役で出演し、俳優として本格的にデビューした。
その後、数々のドラマに端役・脇役などで出ていたが、2006年1月29日から2007年1月21日に放送された『仮面ライダーカブト』では主人公の仮面ライダーカブト/天道総司役を演じ、さらに翌年放送の『花ざかりの君たちへ〜イケメン♂パラダイス〜』にも出演し、注目を浴びた。以降、『絶対彼氏〜完全無欠の恋人ロボット〜』『Room Of King』『メイちゃんの執事』『MR.BRAIN』『東京DOGS』などに出演。
2010年にはエランドール賞新人賞を受賞し
、映画『ドロップ』で第33回日本アカデミー賞新人俳優賞を受賞している。2014年公開の主演映画『黒執事』では、本名の齋藤 智裕名義として共同プロデューサーも務めている。2015年8月、アメリカのテレビドラマ『GIRLS/ガールズ』のシーズン5に出演することが明らかとなった。
俳優以外での活動は2010年に小説『KAGEROU』で第5回ポプラ社小説大賞を受賞。2011年には、原作・脚本を手掛け自ら特別出演もしたミュージックビデオ『Silent Scream』が、SSFF&ASIA 2011 ミュージックShort部門 優秀賞を受賞している。
2019年11月、YouTubeチャンネル「Hiro Mizushima」を開設。チャンネル登録者数は約21万9千人（2021年11月時点）。

### 私生活
2009年2月22日、シンガーソングライターの絢香と結婚。2015年6月19日に第1子長女が誕生し、2019年10月19日に第2子次女が誕生した。

### 研音からの退社・独立
2010年9月20日をもって所属事務所「研音」を退社。事務所側はその理由を執筆活動に専念するためと発表した。これにより、芸能界引退・小説家に転身、と各報道機関によって報じられたが、水嶋本人は2010年9月23日放送の『めざましテレビ』において芸能界引退を否定した（映像や文書ではなく、同番組のフジテレビアナウンサーであり、友人の中村光宏を通じた伝言である）。また同じ日に放送された『情報プレゼンター とくダネ!』では総合司会の小倉智昭が、親交のある水嶋の妻・絢香から前日に受け取ったメールの要約を伝えた。その内容は『めざましテレビ』で報道された水嶋ヒロの引退を否定する発言とも一致している。

### 第5回ポプラ社小説大賞受賞
同年10月31日、本名の齋藤智裕（応募時は「齋藤智」としている）名義で執筆した処女小説『KAGEROU』により、第5回ポプラ社小説大賞を受賞したと発表・報道された。同賞はエンターテインメント小説を対象とする文学賞で、第2回から第4回まで大賞受賞者がいないため二人目の大賞受賞者となった。水嶋は6月に芸名も肩書も伏せたまま原稿を投稿し、大賞決定後に編集者が「齋藤智裕」に会いに行った際に初めて作者が水嶋だったと分かったという。なお、特別賞を受賞した浜口倫太郎が会見で同席した際に「イケメンの上に、性格もいい」と自身のブログで印象を述べている。また、第8回『このミステリーがすごい!』大賞の隠し玉でデビューした作家の七尾与史は『KAGEROU』を読んで、「僕はあんまり水嶋ヒロという青年を知らなかったんですが、この小説を通して一気に好きになってしまいました」と語っている。ただし、デビュー作であるKAGEROUの次回作の発表はない。

### 所属事務所移籍
2016年4月から夫婦で経営・所属していた株式会社A stAtionから独立し自らが代表を務める株式会社3rd i connectionsを設立。株式会社じげんの“CLO”（＝チーフ・ライフスタイル・オフィサー）に就任したことを発表した。同年9月、旅行業マゼラン・リゾーツ・アンド・トラスト株式会社（本社・金沢市）のブランディングディレクターに就任。

## 人物

### 性格・特徴
- 自身が演じてた役柄などからクールなイメージを持たれることが多いが、トーク番組やバラエティ番組に出ている時は天然ボケぶりを披露することが多く、共演者からもよく「天然」や「抜けている」と言われることが多々ある[23]。
- 音楽が好きで、たまの休日には自宅にある楽器や機材などで友人と音遊びなどをしたりしている[8]。
- 月9ドラマ『東京DOGS』では役作りのため、髭を伸ばした。またこのころ、まゆ毛が薄くなっているのは主演映画『BECK』の役のためにまゆ毛を抜いたためである[24]。

### エピソード・交友関係
- フジテレビアナウンサーの中村光宏とは出身大学が同じの同期生で現在のように二人が有名人になる前からの友人同士であった。中村がフジテレビに入社した2007年に「いつか一緒の番組で共演しよう」と約束を結んでおり、そして、2010年8月25日放送の『森田一義アワー 笑っていいとも!』コーナー「テレフォンショッキング」にてこれが実現し、このエピソードを明かした[25]。
- また、中村と同じくフジテレビアナウンサーの斉藤舞子と、水嶋ヒロの姉は同じ大学の同級生で昔はよく水嶋家へ遊びに行っていたため、水嶋のことをデビュー前からよく知っていて、よく可愛がっていたとのこと。なお、水嶋の姉は2000年度の準ミス慶應である（この年のグランプリを獲ったのは、日本テレビアナウンサーの鈴江奈々）[26]。
- 以前にドラマ・映画などで共演した木村拓哉、品川祐とも一緒に食事に行ったり、自宅に招かれたりと交流があり仲が良い。主演映画『BECK』の撮影では練習のため、木村拓哉から愛用のギターを貸してもらった[25]。
- 自身の出世作となった作品である『仮面ライダーカブト』の主人公・天道総司役は、一部のファンからは黒歴史扱いされていると噂が流れていたが、本人は2019年のInstagramで否定している。またこの時、『メイちゃんの執事』で共演しライダーとしては後輩に当たる、佐藤健がサプライズで出演を果たした映画『平成仮面ライダー20作記念 仮面ライダー平成ジェネレーションズ FOREVER』になぜ出演しなかったのかに対するファンの質問においては「そもそもオファーを貰ってないから検討のしようがない」と答え「俺も健と同じく天道が原点。黒歴史なんて思っていないよ」と発言し「当時俺を選んでくれたプロデューサー陣、育ててくれた石田、長石、田村、田﨑監督や他スタッフ、特撮ファンの皆にはずっと感謝してる」と語り「映画の大成功を祈る。観るね」と発言している[27]。

## 出演

### テレビドラマ
- ごくせん（2005年1月15日 - 3月19日、日本テレビ） - 三沢ヒロ 役
- 雨と夢のあとに 第7話（2005年5月27日、テレビ朝日）
- ブラザー☆ビート（2005年10月13日 - 12月22日、TBS） - 吉井 役
- Pinkの遺伝子 第3話（2005年10月17日、テレビ東京） - 生嶋ミズキ 役
- 仮面ライダーカブト（2006年1月29日 - 2007年1月21日、テレビ朝日） - 主演・天道総司 / 仮面ライダーカブト、仮面ライダーダークカブト 役
- 彼女との正しい遊び方（2007年3月23日、テレビ朝日） - 藤木恭史 役
- わたしたちの教科書（2007年4月12日 - 6月28日、フジテレビ） - 八幡大輔 役
- 花ざかりの君たちへ〜イケメン♂パラダイス〜（2007年7月3日 - 9月18日、フジテレビ） - 難波南 役
- 美ら海からの年賀状（2007年12月14日、フジテレビ） - 宮下幸太 役
- 絶対彼氏〜完全無欠の恋人ロボット〜（2008年4月15日 - 6月24日、フジテレビ） - 浅元創志 役
- Room Of King（2008年10月4日 - 11月29日、フジテレビ） - 森次郎 役（鈴木杏とW主演）
- 花ざかりの君たちへ〜イケメン♂パラダイス〜SP（2008年10月12日、フジテレビ） - 難波南 役
- メイちゃんの執事（2009年1月13日 - 3月17日、フジテレビ） - 柴田理人 役（榮倉奈々とW主演）
- 絶対彼氏〜完全無欠の恋人ロボット〜 最終章（2009年3月24日、フジテレビ） - 浅元創志 役
- MR.BRAIN（2009年5月23日 - 7月11日、TBS） - 林田虎之助 役
- 東京DOGS（2009年10月19日 - 12月21日、フジテレビ） - 工藤マルオ 役
- GIRLS/ガールズ シーズン5（2016年、米国・HBO）[12]

### 映画
- 劇場版 仮面ライダーカブト GOD SPEED LOVE（2006年8月5日、東映） - 主演・天道総司 / 仮面ライダーカブト 役
- GSワンダーランド（2008年11月15日、日活） - 正巳屋シュン 役
- ドロップ（2009年3月20日、角川映画） - 井口達也 役（成宮寛貴とW主演）
- BECK（2010年9月4日、松竹） - 主演・南竜介 役
- 黒執事（2014年1月18日、ワーナー・ブラザース映画） - 主演・セバスチャン 役 ※本名の齋藤智裕名義で共同プロデューサーも兼任。製作委員会メンバー（A stAtion）としてもクレジットされている。

### 配信ドラマ
- ハツカレ （2006年1月 - 3月、GyaO配信・ファミリー劇場で放送） - イブシ 役
- 100シーンの恋 （2008年1月）
- 東京BTH〜TOKYO BLOOD TYPE HOUSE〜 第4話（2018年12月7日、Amazonプライム・ビデオ）

### バラエティ
- 近未来×予測テレビ ジキル&ハイド（2008年1月 - 7月、朝日放送）

### CM
- 祥伝社 『melon』（2004年）
- 読売新聞 『オリンピック』（2004年）
- NTT西日本 『DENPO』（2005年10月）
- バンダイ「仮面ライダーカブト DXカブトゼクター」（2006年）
- 大塚製薬 『オロナミンCドリンク』「仮面ライダーカブト」篇（2006年）
- ワーナーミュージック・ジャパン コブクロ アルバム『5296』（2007年12月）
- ブルボン（2008年）
  - 『プチシリーズ』
  - 『アルフォートミニチョコレート』
  - 『ブランチュールミニチョコレート』
- セガ ニンテンドーDSソフト『ワールド・デストラクション 〜導かれし意思〜』「ヒロの困惑」篇（2008年9月）
- ダイハツ『タントカスタム』（2009年）
- サントリー『ほろよい』（2009年）
- パナソニックモバイルコミュニケーションズ『docomo PRIME series P-07A』（2009年）
- エースコック『スーパーカップ』（2009年）
- mobage（2011年）
  - 『スマホでモバゲー〜額のアイコン篇』（2011年4月 - ）
  - 『スマホでモバゲー〜忍者ロワイヤル篇〜』（2011年5月27日 - ）
  - 『スマホでモバゲー〜部屋篇〜』（2011年7月5日 - ）
  - 『スマホでモバゲー〜モノローグ男性篇・女性編』（2011年7月21日 - ）
  - 「スマホでモバゲー〜怪盗ヒロ篇」（2011年9月16日 - ）
- 森永ココア（2011年）
  - 「森永ミルクココア〜日の出篇」（2011年10月25日 - ）
- アシックス A77(2013年-)
  - ASICS A77 2013SS『タノシムA77』篇（2013年3月13日 - ）
  - ASICS A77 2013AW『BLACK HIRO 登場』篇（2013年9月26日 - ）
  - ASICS A77 2014SS『新しい自分』篇（2014年2月23日 - ）

### PV
- GIRL NEXT DOOR「Silent Scream」（2011年） - 原作・脚本（小泉徳宏との共同脚本）・出演

### ゲーム
- 仮面ライダーカブト（2006年11月30日発売、PlayStation 2、バンダイナムコゲームス） - 天道総司 / 仮面ライダーカブト 役
- ワールド・デストラクション 〜導かれし意思〜（2008年、ニンテンドーDS、セガ） - ナジャ・グレフ（声） 役

### 吹き替え
- インクレディブル・ハルク（2008年8月1日、ソニー・ピクチャーズ エンタテインメント） - ブルース・バナー 役（エドワード・ノートン）[28]

### ナレーション
- 世界を青く! ザッケローニ監督の挑戦（NHK総合テレビジョン、2014年6月14日）

## 作品

### 著書
- KAGEROU（2010年12月15日、ポプラ社）ISBN 978-4591122457

### 写真集
- 水嶋ヒロ1st写真集「Hiro」
- HIROMODE
- 水嶋ヒロ2nd写真集「With You」
- 水嶋ヒロ3rd写真集「Water Island〜PEACE」

### その他の活動
- 新雑誌「GLOBAL WORK」（年2回）に編集長として携わる（2011年3月31日創刊）
- GIRL NEXT DOOR 「Silent Scream」MV（2011年4月13日リリース）〜ミュージックビデオの原作・脚本を手掛け、自身も特別出演する。同作はアカデミー賞公認の国際短編映画祭ショートショートフィルムフェステバル＆アジア2011ミュージックShort部門に出品され、優秀賞を受賞。